# François Resnier
Pour les articles homonymes, voir Resnier.
François Resnier est un homme politique français né le 27 mars 1793 à Bourg-Archambault (Haute-Vienne) et mort le 9 octobre 1871 au Blanc (Indre).

## Biographie
Avocat à Bellac, commandant de la garde nationale, il est député de la Haute-Vienne de 1831 à 1834, siégeant dans la majorité soutenant les ministères de la Monarchie de Juillet.
En 1870, il est cité comme « ancien député, rentier au Blanc ».

## Sources
- « François Resnier », dans Adolphe Robert et Gaston Cougny, Dictionnaire des parlementaires français, Edgar Bourloton, 1889-1891 [détail de l’édition]